# 泽兰佛兰德
泽兰佛兰德（荷蘭語：Zeeuws-Vlaanderen；英语：Zeelandic Flanders）是荷蘭的一個地區名稱，位於澤蘭省的最南部，荷蘭的西南部。南側和比利時接壤。